# Protestantische Kirche (Dammheim)
Die Protestantische Kirche von Dammheim ist eine Kirche innerhalb der kreisfreien Stadt Landau in der Pfalz. Sie steht unter Denkmalschutz. Sie ist Bestandteil der Kirchengemeinde Essingen-Dammheim-Bornheim der Evangelischen Kirche der Pfalz.

## Lage
Die Kirche befindet sich im Westen des Siedlungsgebiets von Dammheim innerhalb der örtlichen Dorfstraße und trägt die Hausnummer 17.

## Architektur
Bei der Kirche handelt es sich um einen barocken, einschiffigen Saalbau, der mit der Jahreszahl 1739 bezeichnet ist und verfügt über einen Dachreiter sowie im inneren über eine steinerne Kanzel. Sie besitzt eine Fläche von 176 Quadratmetern und eine Höhe von 24,5 Metern.

## Geschichte
Seit mindestens 1261 verfügt Dammheim über eine Kirche. Eine protestantische Kirche existierte ab 1560, die während des Dreißigjährigen Kriegs zerstört und danach wieder aufgebaut wurde. Aufgrund von Baufälligkeit wurde sie 1739 durch die gegenwärtige Kirche ersetzt. Ihre letztmalige Renovierung fand 1988 statt. 2007 wurde ihr Umfeld einschließlich Treppenaufgang umgestaltet.